# Faske
Faske, artiestennaam van Fasil Kuiper, is een Nederlandse zanger en liedschrijver. Hij is actief sinds 2020 en heeft sindsdien twee ep's uitgebracht; Jij belt mij alleen wanneer jij dronken bent en Ik wil de nacht niet verlaten.

## Biografie
Kuiper groeide op in het Friese dorp Sint Jacobiparochie en begon op elfjarige leeftijd met het bespelen van de gitaar. Hij ging zelf muziek maken, vooral in de hiphop en r&b. In 2020 bracht hij zijn debuutsingle 4:45 met de Friese rapper Johnny Loves Me uit. In een jeugdcentrum ontmoette hij Jurjen van der Molen, die zijn vaste producer en mede-liedschrijver werd. Met hem werd een wissel in muziekstijl gemaakt; van de hiphopkant naar de nederpop. Vroege singles uit die stijl zijn Oceaan, Tijd, Droom en Laatste dans. 
In 2021 werd de samenwerking opgezocht met Wieger Hoogendorp, producer van onder meer Goldband en Sophie Straat. Het eerste resultaat hiervan was de single Jij belt mij alleen wanneer jij dronken bent. Een ep met dezelfde titel werd uitgebracht in januari 2022. Met deze ep speelde hij in die maand op showcasefestival Noorderslag. Later in 2022 kwam hij met de single Ik heb het weer gedaan en werd hij als 3voor12-talent geselecteerd voor de Popronde.
Faske deed in 2023 met Ben Forte een clubtournee door Nederland, spelend in onder andere Patronaat, Paard, Mezz en Simplon. Nieuwe muziek werd er in dat jaar niet gemaakt, maar het jaar erop volgden verschillende singles. Deze singles werden opgevolgd met de ep Ik wil de nacht niet verlaten in oktober 2024. Naast Van der Molen lag de productie in handen van Ramiks, Adriaan Persons, David van Dijk en opnieuw Hoogendorp. Eind 2024 bracht Faske de single Kunnen niet altijd uit, geschreven voor een actie tijdens 3FM Serious Request 2024.

## Muziekstijl
De muziekstijl van Faske is nederpop. Muzikale invloeden die Kuiper heeft genoemd zijn onder andere George Harrison, Frank Boeijen, Klein Orkest, Boudewijn de Groot en Ronnie Flex. Zijn muziek is vergeleken met Doe Maar, De Dijk en The Scene, maar dan in een moderne jas.

## Discografie (albums en ep's)
- Jij belt mij alleen wanneer jij dronken bent (ep, 2022)
- Ik wil de nacht niet verlaten (ep, 2024)